# Гуданов, Александр Никитович
Александр Никитович Гуданов (1923—1982) — капитан Советской Армии, участник Великой Отечественной войны, Герой Советского Союза (1946).

## Биография
Александр Гуданов родился 25 марта 1923 года в деревне Проваленное (ныне — Селижаровский район Тверской области) в крестьянской семье. Окончил семь классов неполной средней школы, после чего работал техником-взрывником на железнодорожной линии Петрозаводск—Мурманск. В марте 1942 года Гуданов был призван на службу в Рабоче-крестьянскую Красную Армию. В 1943 году он окончил курсы младших лейтенантов. Прошёл боевой путь от Сталинграда до Берлина, участвовал в освобождении Украинской и Молдавской ССР, форсировании Вислы и Одера. В боях два раза был ранен. К апрелю 1945 года гвардии старший лейтенант Александр Гуданов командовал пулемётной ротой 226-го гвардейского стрелкового полка 74-й гвардейской стрелковой дивизии 8-й гвардейской армии 1-го Белорусского фронта. Отличился во время штурма Берлина.
В ходе боёв за Берлин при штурме мощно укреплённого объекта № 5 Гуданов обеспечил пулемётным огнём выход стрелковых частей на рубеж атаки и первым кинулся к зданию, где находился противник. Благодаря его действиям немецкие войска были выбиты из квартала, что обеспечило продвижение вперёд всего полка. Когда путь наступающему полку преградил канал, рота Гуданова переправилась через него и захватила плацдарм. Гуданов заменил собой выбывшего из строя командира батальона и, несмотря на тяжёлое ранение в ногу, продолжил командовать бойцами до подхода подкреплений.
Указом Президиума Верховного Совета СССР от 15 мая 1946 года за «образцовое выполнение боевых заданий командования во время Берлинской операции и проявленные при этом мужество и героизм» гвардии старший лейтенант Александр Гуданов был удостоен высокого звания Героя Советского Союза с вручением ордена Ленина и медали «Золотая Звезда» за номером 2855.
В 1947 году в звании капитана Гуданов был уволен в запас. Работал председателем колхоза, затем в различных учреждениях города Калинина. Проживал в Калинине (ныне — Тверь). Умер 18 мая 1982 года.
Был также награждён орденами Красного Знамени, Александра Невского, Суворова 3-й степени, Красной Звезды, а также рядом медалей.
В честь Гуданова названа улица в Днепропетровске. Памятник ему установлен в Селижарово.